# 北京市民政局
北京市民政局，位于北京市通州区留庄路4号院2号楼，是负责北京市民政事业管理工作的北京市人民政府组成部门。

## 沿革
清朝光绪三十二年（1906年）十一月，光绪帝宣谕“巡警为民政之一端，著改为民政部”，从而在中央设立了民政部。宣统三年（1911年），顺天府改革内部机构，拟定《顺天府衙门分科治事暂行章程》，在顺天府署分设6科（总务科、民政科、学务科、度支科、司法科、劝业科），由此始设民政科，这是北京最早的专门民政机构。民政科下设警察股、自治股、户籍股。民国元年（1912年），中华民国北京政府时期开始，顺天府仍设民政科，民政事务由顺天府尹直接管理。民国3年（1914年）10月，顺天府改为京兆地方，京兆尹公署仍驻原顺天府署旧址，仍设民政科，民政事务由京兆尹负责。民国15年（1926年）5月25日，北京政府内务部在京兆尹公署下加设赈务处，并发布《修正京兆赈务处章程》，京兆赈务处直隶于京兆尹，办理京兆全区赈务事宜。从清朝末年至此，民政业务基本相同，主要是警政、治安、户籍管理、礼俗管理、救济福利及其行政事务。
民国17年（1928年）中华民国北京政府倒台后，6月28日南京国民政府令改北京为北平特别市，直辖于南京国民政府行政院。北平特别市政府设8个局，其中北平特别市社会局隶属于北平特别市政府，掌管全市社会事务，于1928年8月6日成立（一说于1928年7月27日成立）。设局长1人，职员74人，办公地点在北京内城里东北部的东堂子胡同20号。该局管理的社会事务包括除建设、交通、经济外的大部分行政管理工作。1928年9月，北平特别市政府奉令将河北省禁烟总局管辖的北平禁烟事项，移交给北平特别市社会局、公安局，并且特设北平特别市禁烟处。民国19年（1930年）6月，北平特别市降格为北平市，改隶河北省管辖，北平市社会局设局长1人，职员72人，同年11月迁至原翰林院衙署办公，其职掌依旧。民国20年（1931年）4月，北平市政府将工务局所属公用事项改归社会局管理，同年4月社会局迁至府右街集灵囿。民国21年（1932年）7月，因受九一八事变影响，北平市政府压缩开支，将教育局并入社会局，社会局工作包括社会、公用、教育这三部分。
民国26年（1937年）七七事变后，日军占领北平，同年8月扶植汉奸成立北平地方维持会，不久即在1937年内将北平改称北京，设北京市社会局，办公地点在府右街中南海丰泽园。民国27年（1938年）4月17日，王克敏的中华民国临时政府设北京特别市，北京特别市社会局隶属于北京特别市公署。1943年1月，北京特别市公署将区务监理处、牲畜管理处裁撤，其业务并入北京特别市社会局。
民国34年（1945年）抗日战争胜利后，中华民国恢复北平市政府，1945年10月北平市政府奉国民政府行政院令接管日伪北京特别市社会局，成立北平市社会局。温崇信任北平市社会局局长。办公地点在府右街集灵囿。民国36年（1947年）2月1日，北平市政府始设民政局，北平行辕督察处的马汉三调任北平市民政局局长，各科室的科长、主任多为军统分子把持，办公地点在原北平行辕督察处旧址。同时各区县设民政科。北平市社会局将民政科、专员室、视导室的工作移交北平市民政局。民国37年（1948年）6月，马汉三被军统枪决，程厚之继任局长。1948年12月，北平市民政局在文津街办公。
抗日战争及第二次国共内战时期，中共在北平市的革命根据地政府设有民政科，乡村设民政委员会。
1948年11月，在晋中行署工作不到半年的史怀璧接到中共中央组织部从延安发来的电报，让他速到石家庄找中共石家庄市委书记刘秀峰，由刘秀峰将他介绍给彭真，让他随同彭真一起到北平参加接管工作，任务是接管旧北平市民政局，为民政局军管代表。当时彭真任中共北平市委书记，叶剑英任副书记兼军管会主任和北平市人民政府市长。1948年12月17日，中共北平市委在河北省保定市召开第一次会议，宣布成立“军事管制委员会北平市民政局”。史怀璧被任命为民政局局长。1949年1月31日北平和平解放，1949年2月2日奉北平市军事管制委员会命令，史怀璧、董汝勤以军代表的名义率领联络员分别进入旧北平市民政局、旧北平市社会局，宣布了北平市军事管制委员会的命令，即对旧北平市民政局以及旧北平市社会局的部分科室和所属机构实施接管，旧北平市社会局局长程厚之为移交负责人。3月2日，北平市人民政府决定，将北平市公安局户政科及其主管的户政业务移交给北平市民政局管理（北平和平解放前该业务由旧北平市民政局、旧北平市警察局共同办理）。3月10日，北平市人民政府训令，任命史怀璧为北平市人民政府民政局局长，董汝勤为副局长。北平市民政局军事代表制随即结束。3月12日，根据北平市人民政府市秘字第100号训令，北平市人民政府社会局解散，原各科业务分别并入北平市人民政府民政局、工商局，其中社会科、农林科及所属救济院、社会服务处、坛庙管理事务所等单位由民政局接管。4月5日，将接收的旧社会局的农林股划归北平市人民政府建设局。6月6日，遵照北平市人民政府训令，将户政科移交北平市人民政府公安局。6月，北平市人民政府劳动局成立之后，民政局即撤销了劳动科。1949年9月27日后，北平市人民政府民政局改称北京市人民政府民政局。1949年6月，史怀璧调任北平市人民政府劳动局副局长（局长为张友渔副市长兼任），后又兼任北京市地政局局长。1950年，中央决定成立中央人民政府劳动部，史怀璧被调到劳动部任办公厅主任（部长为李立三）。1954年，北京市人民政府民政局改称北京市民政局。中华人民共和国初期，民政工作的中心任务是政权建设，并将民主建政、优抚安置、救灾救济作为民政工作重点。1954年到1966年文革前夕，民政机构随工作任务的增减而不断调整。
1966年文革爆发后，新中共北京市委派工作组到北京市民政局，局机关成立了“文化大革命领导小组”。1966年8月成立了由7人组成的“文化革命委员会”，领导全局的运动，原局领导干部全部“靠边站”并受到批判，中共党组织生活停止。11月1日，北京市民政局将管辖的雍和宫现有附属出租房屋83间和原护国寺、隆福寺、福祥寺、资福院的喇嘛庙殿计58间移交北京市房地产管理局。1968年9月1日，解放军毛泽东思想宣传队进驻北京市民政局负责全局工作并领导运动。1968年10月14日，解放军毛泽东思想宣传队根据北京市革命委员会的指示，宣布原机关干部、工人（共93人）除留下22人外，全部集中到中共北京市委党校参加毛泽东思想学习班，搞“斗、批、改”。北京市民政局机关缩减为3个组：政治组、民政组、办事组，由少量人员维持日常民政业务工作。1969年5月，参加学习班的干部下放到北京市郊区、县农村劳动，“接受贫下中农再教育”。在此前后，北京市各区县绝大部分民政机构撤销或与其他部门合并。1969年8月，北京市革命委员会批准驻北京市民政局解放军工人毛泽东思想宣传队指挥部《关于成立北京市民政局革命领导小组的报告》，成立由9人组成的北京市民政局革命领导小组。
1970年5月31日，中华人民共和国国务院总理周恩来对北京市革命委员会《关于北京市革命公墓和北京市人民骨灰堂的情况报告》（该报告内称，拟将北京市革命公墓更名为北京市八宝山革命公墓）批示：“同意。”
1973年5月，北京市政法办公会议讨论决定，将北京市民政局所属的北京市教养院更名为北京市永定农场，作为安置属于人民内部矛盾的收容人员劳动场所，被安置人员按照农业工人对待。1973年10月，军代表撤出北京市民政局，中共北京市委决定，北京市民政局革命领导小组由7人组成。1973年，北京市民政局机关机构由3个组调整为七组一室。1975年3月，中共北京市委批准成立中国共产党北京市民政局委员会，由21人组成，常委会由7人组成。1975年7月，经北京市编委批准，北京市民政局机关机构调整为六处一室：办公室、政治处、民政处、生产处、事业处、保卫处、民族宗教处，同时成立了局工会和局团委。1978年11月，征用丰台区南苑人民公社土地作为“永定门接济站”的建筑工程竣工，开始接待到中央上访人员食宿。1979年8月，北京市革命委员会发出《关于成立北京市民族事务委员会和北京市革命委员会宗教事务处的通知》，成立北京市民族事务委员会和北京市革命委员会宗教事务处，将北京市民政局管辖的民族、宗教工作分别划归上述两机构，北京市民政局民族宗教处改设为侨务处。1979年10月8日，中共北京市委根据中共中央在国家机关和人民团体设立党组的有关规定，撤销北京市民政局党委，建立党组。1980年5月11日，北京市人民政府撤销北京市民政局侨务处，成立北京市人民政府侨务办公室，办公地点暂设在北京市民政局。1978年3月中华人民共和国民政部恢复后，特别是第七次全国民政会议提出，要尽快地恢复和健全各级地方民政部门的组织机构以后，北京市民政局内设工作部门不断增加，业务范围扩大，人员增加。截至1990年底，北京市民政局机构已从文革初期的3个业务小组发展到21个处室，工作人员由文革初期的22人增至170人。各区县民政机构从1976年开始恢复，到1980年各区县均已成立民政局（科），基层街道、乡、镇都配备了民政助理员。。
北京市民政局的办公地点，原在旧北平市民政局旧址文津街，1949年12月迁至西四北大街南魏胡同8号，1952年迁至西单区西单头条6号，1956年迁至西长安街7号，1961年6月迁至崇文门内大街（后改为东单北大街）185号，1963年迁至西城区红罗厂，1970年迁至五四大街36号，1974年8月迁至朝阳门内大街81号，1977年迁至五四大街（后为东四西大街）36号。2009年迁至朝阳区工人体育场东路20号新建的办公大楼，2024年1月29日又迁至通州区北京城市副中心行政办公区留庄路4号院2号楼。
2009年，根据中共中央、国务院批准的北京市人民政府机构改革方案和《北京市人民政府关于机构设置的通知》（京政发〔2009〕2号），设立北京市民政局。

## 职责
北京市民政局是负责北京市民政事业管理工作的北京市人民政府组成部门。主要职责是：
1. 贯彻落实国家关于民政事业方面的法律法规、规章和政策，起草本市相关地方性法规草案、政府规章草案并组织实施。拟订民政事业中长期发展规划和政策并监督实施。
2. 承担依法对本市社会团体、社会服务机构、基金会进行登记和监督管理责任。指导各区社会团体、社会服务机构的登记管理工作。
3. 拟订本市社会福利事业发展规划、政策和标准；拟订社会福利机构管理办法和福利彩票销售管理办法。指导福利彩票销售及彩票公益金的使用管理。组织拟订促进慈善事业发展的政策，组织、指导社会捐助工作。组织拟订老年人、孤儿和残疾人等特殊困难群体的社会福利政策，指导相关权益保护工作。负责建设征地超转人员管理工作。
4. 负责统筹推进、督促指导、监督管理养老服务工作。拟订养老服务体系建设政策、法规草案、标准和规划并组织实施；
5. 提出加强和改进城乡基层政权建设的建议。联系街道办事处工作。推动基层民主政治建设。
6. 统筹推进本市城乡社区建设，拟订城乡社区建设的规划和政策措施并组织实施。拟订本市城乡基层群众自治建设具体办法并组织实施。
7. 组织拟订本市城乡社会救助规划、政策和标准；健全城乡社会救助体系，负责城乡居民最低生活保障、临时救助、城市生活无着的流浪乞讨人员救助工作。负责特困人员供养工作。
8. 拟订本市对见义勇为人员的奖励和保护政策，负责组织实施见义勇为人员的奖励和保护工作。
9. 拟订本市婚姻管理、殡葬管理和儿童收养的政策，负责推进婚俗和殡葬改革，指导婚姻、殡葬、收养、救助服务机构管理工作。
10. 承担外地来京上访人员和非正常上访人员的接济服务管理工作。
11. 拟订本市行政区划管理政策。负责本市行政区域的设立、命名、变更和政府驻地迁移的审核工作。负责全市行政区域界线的管理工作。负责各区边界争议调处工作。
12. 负责本市社会工作人才登记管理和继续教育工作。负责本市志愿服务行政管理工作。
13. 完成市委、市政府交办的其他任务。

## 机构设置

### 内设处室
- 办公室
- 研究室
- 法规处
- 规划建设处
- 行政审批处
- 老龄工作处
- 养老服务处
- 社会组织工作处
- 社会福利管理处
- 社会事务管理处
- 儿童福利处
- 慈善事业促进处（福利彩票管理处）
- 社会救助处
- 区划管理处
- 见义勇为权益保护处
- 执法处
- 标准与信息化处
- 宣传教育处
- 信访处
- 行政保卫处
- 计划财务处
- 审计处
- 干部处
- 人事处
- 机关党委（党建工作处）
- 机关纪委（党组巡察工作办公室）
- 工会
- 团委
- 离退休干部处

### 直管单位
- 北京市社会建设和民政宣传交流中心（北京社区报社）
- 北京市民政公共服务设施建设事务中心
- 北京市接受捐赠事务管理中心
- 北京市福利彩票发行中心
- 北京市民政教育管理学院
- 北京市民政局会计事务管理中心
- 北京市困难群众救助服务指导中心（北京市居民经济状况核对中心）
- 北京市养老服务事务中心

### 二级单位
- 中共北京市委社会工作委员会北京市民政局综合事务中心
- 北京市接济救助管理事务中心
- 北京市社会组织管理中心
- 北京市社会福利事务管理中心
- 北京市老龄协会

## 历任局长
北平特别市社会局局长
1. 赵正平（1928年8月6日—1929年6月17日）
2. 延毓琪（1929年6月20日—1929年12月26日）
3. 梁上栋（1929年12月26日—1930年9月25日）
4. 娄学熙（1930年10月3日—1932年7月6日）[1]

北平市社会局局长
1. 梁上栋（1932年7月—1933年6月）
2. 蔡元（1933年6月21日—1935年11月8日）
3. 雷嗣尚（1935年11月8日—1937年7月20日）[1]

北京市社会局局长
1. 李景铭（1937年8月20日—1938年1月10日）[1]

北京特别市社会局局长
1. 张永淇（1938年1月10日—1942年8月6日）
2. 于善述（1942年8月6日—1943年2月12日）
3. 刘宗纪（1943年2月22日—1945年）
4. 于国勋（？—1944年8月7日，代理）[1]

北平市社会局局长
1. 温崇信（1945年9月4日—1949年1月31日）[1]

北平市民政局局长
1. 马汉三（1947年2月—1948年6月）
2. 程厚之（1948年6月—1949年1月31日）[1]

军事管制委员会北平市民政局局长
1. 史怀璧（1948年12月—1949年3月10日）[1]

北平市人民政府民政局、北京市人民政府民政局、北京市民政局局长
1. 史怀璧（1949年3月10日—1949年6月）
2. 董汝勤（1949年6月—1953年1月，兼党组小组组长）
3. 马玉槐（1953年1月—1958年9月，1953年1月起兼党组小组组长，1955年3月起改兼党组书记）
4. 陈树森（1959年5月—1966年8月，兼党组书记。1964年11月至1966年8月杨登彦代理党组书记）[1]

北京市民政局革命委员会主任
1. 冯哲芳（1966年8月—1968年9月）[1]

解放军毛泽东思想宣传队负责人
1. 马汝林（1968年9月—1969年8月）
2. 白永昌（1968年9月—1969年8月）[1]

北京市民政局革命领导小组组长
1. 马汝林（1969年8月—1973年10月）
2. 岱忠信（1973年10月—1979年10月，1973年10月起兼中共北京市民政局领导小组组长，1975年3月起改兼中共北京市民政局委员会书记）[1]

北京市民政局局长
1. 贺一平（1979年10月—1983年5月，党组书记兼）
2. 盖双林（1983年5月—1985年10月，党组书记兼）
3. 段天顺（1985年10月—1993年3月，党组书记兼）[1]
4. 殷兆玉（1993年3月—1995年，党组书记兼）
5. 刘宝成（1995年—2003年）[11][12][13][14]
6. 赵义（2003年2月27日—2008年2月2日，党委书记兼）[15][16]
7. 吴世民（2008年2月28日—2013年2月，至2012年2月为党委书记兼。2012年2月李万钧任党委书记）[17][18]
8. 李万钧（2013年2月28日—2022年2月25日，党委书记兼）[19][20]
9. 徐志军（2022年3月31日—，党委书记兼）[21]